# 圣米格尔-德图库曼
26°49′50″S 65°12′13″W / 26.83056°S 65.20361°W
聖米格爾-德圖庫曼（西班牙語：San Miguel de Tucumán）是阿根廷城市，為該國最小省份——图库曼省之首府。

## 名称由来
关于图库曼这个名称的来源有争议。说这个名字来自于克丘亞語中（“河流发源的地方”）的理论被证明是错误的。另一个理论是这个名字来自更早的时期，在印加帝國入侵之前这里的居民是迪亚基塔人，而图库曼这个名称来自于他们的酋长的称呼。第三个理论是当地的印第安人将这个地方以一种被称为的甲虫来命名。是“甲虫多的地方”的意思。
「聖米格爾」乃西班牙語中天使長聖米迦勒的名字。

## 历史

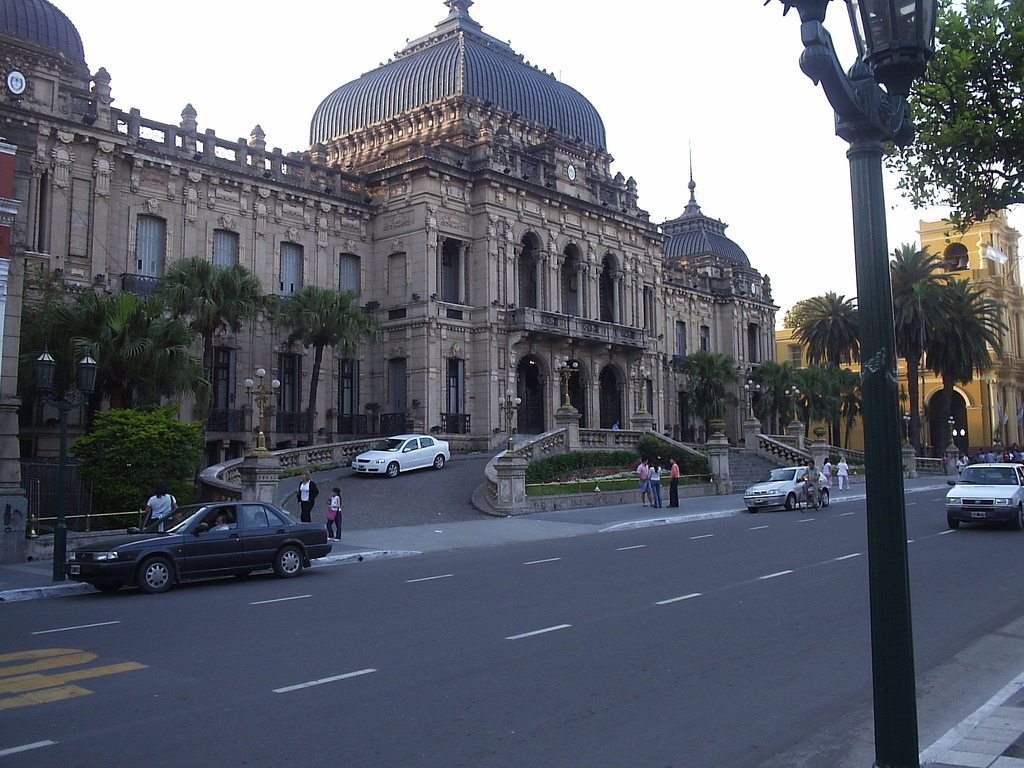
图库曼省长府

在前哥倫布時期今天图库曼省地区的居民受印加文化的影响很深。当地的迪亚基塔人主要居住在图库曼东部的山区里。
1564年图库曼省被设立，省内的第一座城市是11年前建立的圣地亚哥-德尔埃斯特罗。

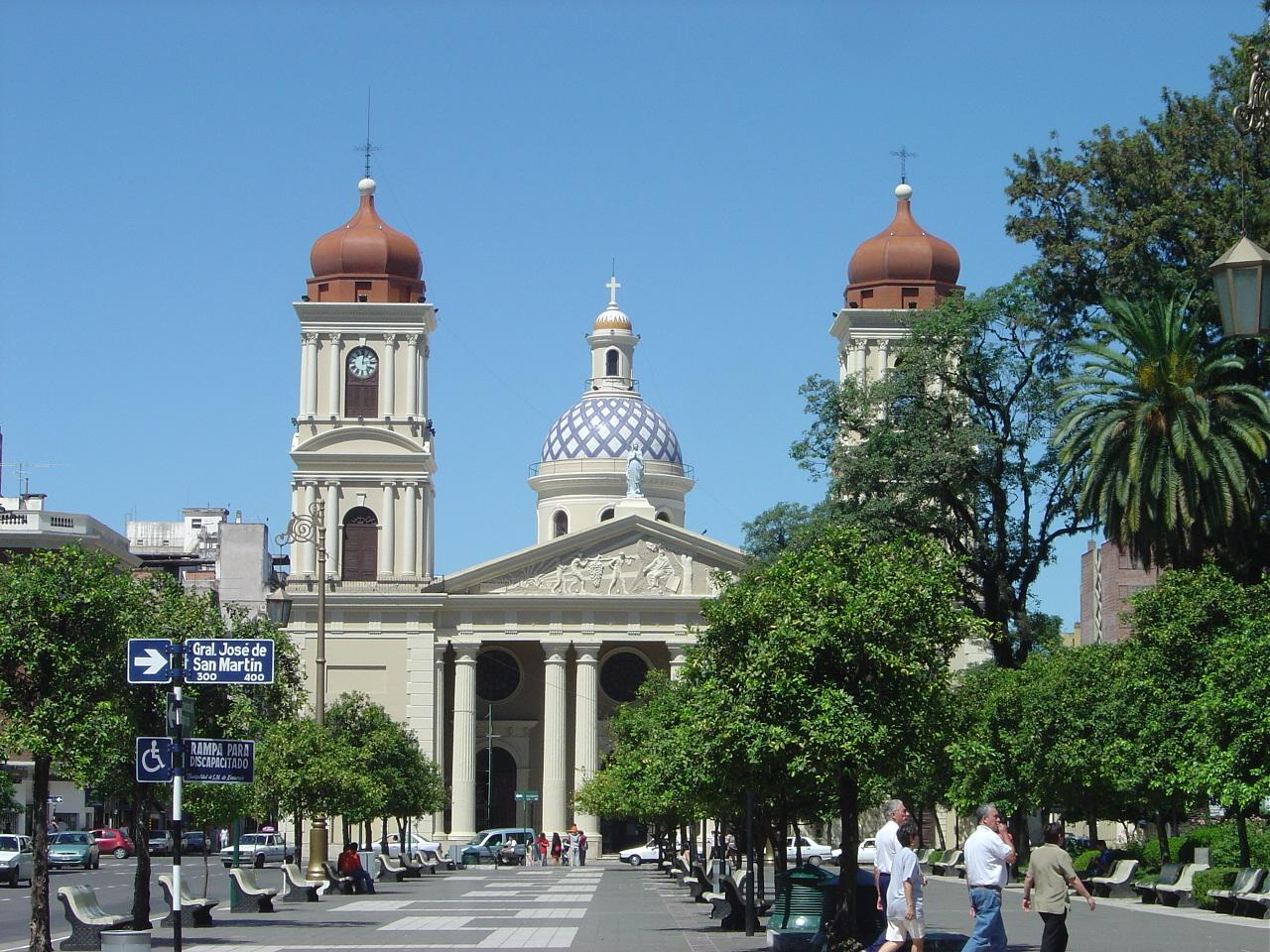
图库曼大教堂

1565年5月31日圣米格尔-德图库曼建城。由于当地的印第安人的反抗，以及原来城市的水质差，1685年9月27日图库曼省的省长将城市迁走并重新建立。1776年圣米格尔-德图库曼被划入拉普拉塔总督区。
1810年5月25日在布宜諾斯艾利斯爆发了市民反抗总督的起义。1812年曼努尔·贝尔格拉诺来到图库曼。同年9月24日他在图库曼战役中击败了保王军。1816年7月9日在图库曼会议上，在今天被称为“独立大厦”（Casa Independencia）的建筑物内阿根廷宣布从西班牙独立。
1969年阿根廷的游击战愈盛，在图库曼发生多起谋杀事件。
1970年当地省长试图调停各政治派别和工会的争端的努力失败，此后阿根廷人民革命军等游击队开始其武装暴力行动。

## 氣候
| Tucumán (1981-1990)                   | Tucumán (1981-1990) | Tucumán (1981-1990) | Tucumán (1981-1990) | Tucumán (1981-1990) | Tucumán (1981-1990) | Tucumán (1981-1990) | Tucumán (1981-1990) | Tucumán (1981-1990) | Tucumán (1981-1990) | Tucumán (1981-1990) | Tucumán (1981-1990) | Tucumán (1981-1990) | Tucumán (1981-1990) |
| 月份                                  | 1月                 | 2月                 | 3月                 | 4月                 | 5月                 | 6月                 | 7月                 | 8月                 | 9月                 | 10月                | 11月                | 12月                | 全年                |
| ------------------------------------- | ------------------- | ------------------- | ------------------- | ------------------- | ------------------- | ------------------- | ------------------- | ------------------- | ------------------- | ------------------- | ------------------- | ------------------- | ------------------- |
| 平均高温 °C（°F）                     | 31.3 (88.3)         | 30.2 (86.4)         | 27.7 (81.9)         | 24.4 (75.9)         | 21.2 (70.2)         | 18.2 (64.8)         | 19.1 (66.4)         | 22.5 (72.5)         | 24.5 (76.1)         | 29.0 (84.2)         | 29.6 (85.3)         | 30.6 (87.1)         | 25.7 (78.3)         |
| 平均低温 °C（°F）                     | 20.2 (68.4)         | 19.2 (66.6)         | 18.0 (64.4)         | 15.1 (59.2)         | 11.0 (51.8)         | 7.6 (45.7)          | 6.8 (44.2)          | 8.6 (47.5)          | 10.6 (51.1)         | 15.1 (59.2)         | 17.5 (63.5)         | 19.4 (66.9)         | 14.1 (57.4)         |
| 平均降水量 mm（）                     | 196.2 (7.72)        | 158.1 (6.22)        | 161.0 (6.34)        | 67.2 (2.65)         | 14.7 (0.58)         | 14.0 (0.55)         | 11.4 (0.45)         | 12.4 (0.49)         | 13.3 (0.52)         | 47.8 (1.88)         | 69.8 (2.75)         | 200.4 (7.89)        | 966.3 (38.04)       |
| 平均相對濕度（％）                    | 75                  | 77                  | 83                  | 84                  | 81                  | 80                  | 74                  | 66                  | 63                  | 62                  | 70                  | 73                  | 74                  |
| 来源：Servicio Meteorológico Nacional |                     |                     |                     |                     |                     |                     |                     |                     |                     |                     |                     |                     |                     |

## 居民
图库曼省55%的居民住在圣米格尔及其附近地区，约90%的居民住在一个约80千米长的、南北走向的低地。

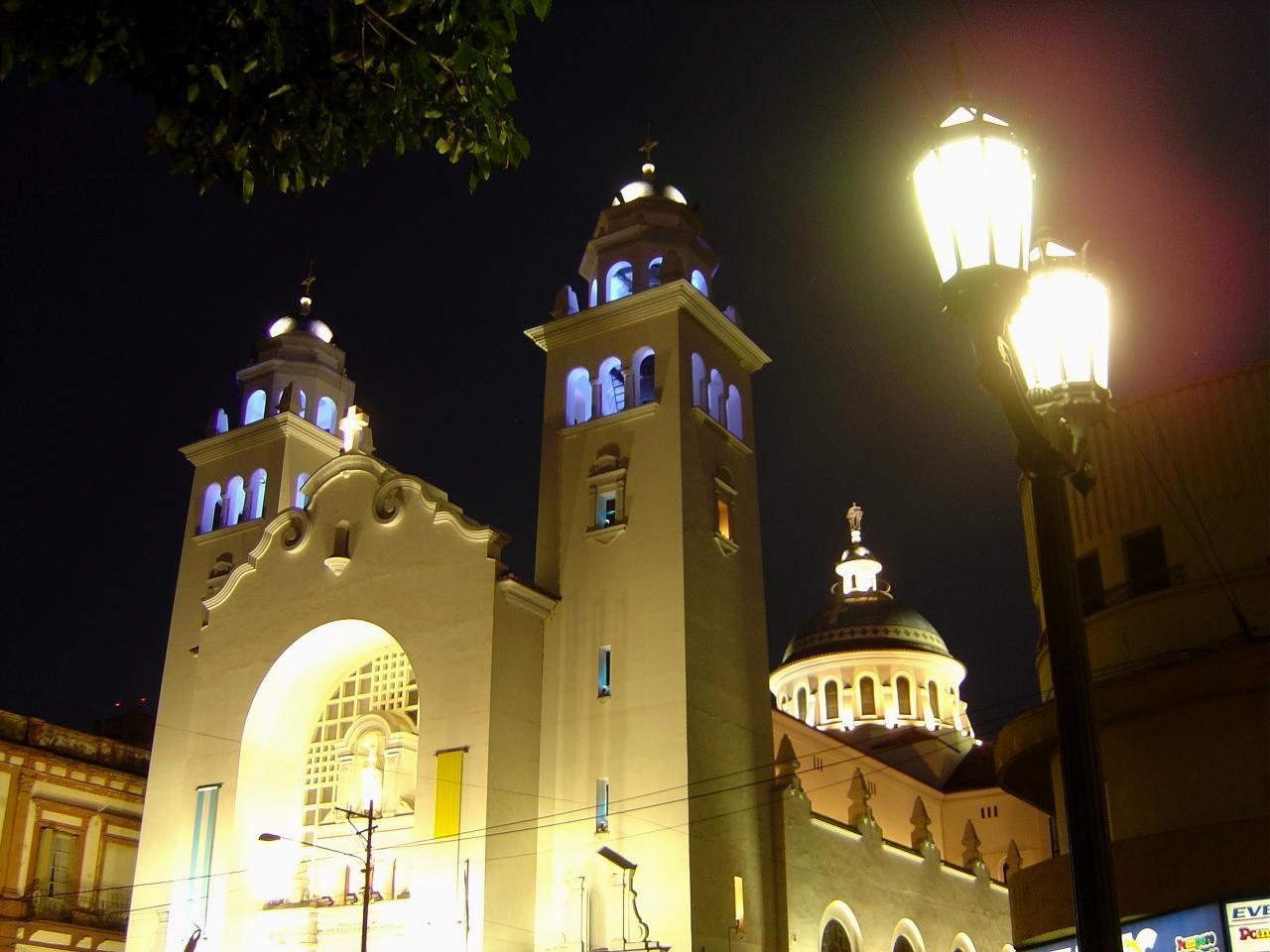
梅塞得教堂

## 经济
在圣米格尔-德图库曼附近集中着图库曼省的制糖工业。最重要的外国企业是圣米格尔-德图库曼附近的斯堪尼亚汽车的工厂。

## 教育
圣米格尔-德图库曼有两座国立大学（1914年成立的图库曼国家大学和国家技术大学-图库曼地区系），此外市内还有一座拥有跨地区影响的天主教大学。

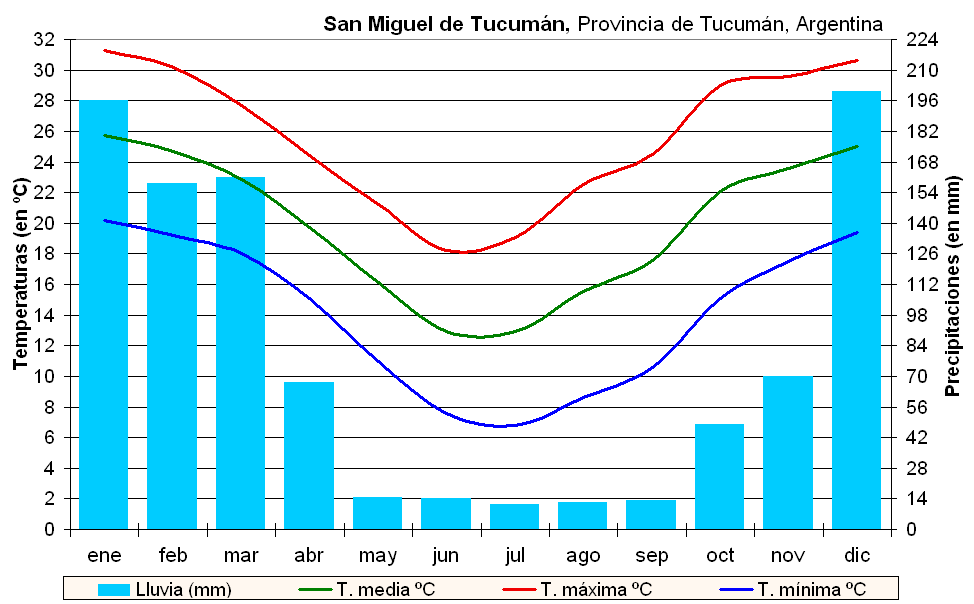
图库曼的气候图

## 交通

### 铁路

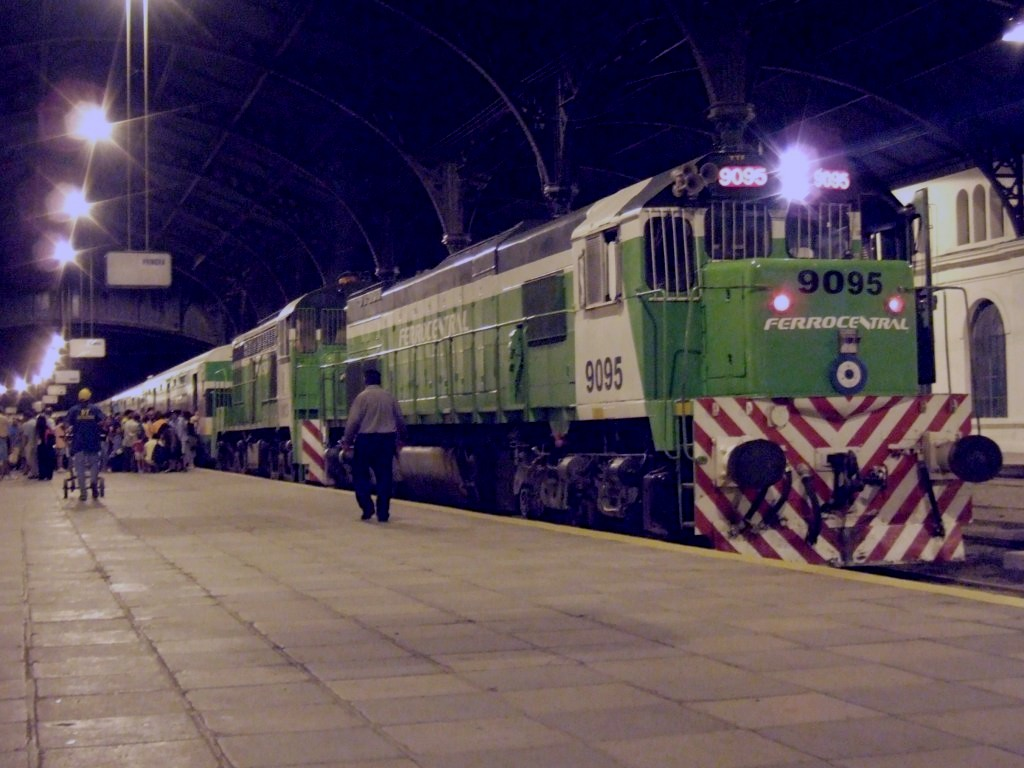
圣米格尔-德图库曼火车站上布宜諾斯艾利斯至图库曼的火车

过去图库曼是阿根廷重要的铁路枢纽，今天只有去布宜諾斯艾利斯的客运服务了。

### 市内交通
市内交通以及与周边村镇的交通均是通过公共汽车完成的。

### 远距交通
圣米格尔-德图库曼机场位于城市的东部。从这里有班机去往布宜諾斯艾利斯以及玻利维亚的圣克鲁斯。
长途汽车站位于市中心以东2千米处。这里是所有长途汽车的出发点。

### 公路
圣米格尔-德图库曼周围有一条环城高速公路。圣米格尔-德图库曼与阿根廷西北、东北以及潘帕地区许多城市有国家公路连接。其中最重要的是9号公路，该公路从布宜諾斯艾利斯通过罗萨里奥、科尔多瓦、圣地亚哥-德尔埃斯特罗、圣米格尔-德图库曼、萨尔塔、圣萨尔瓦多-德胡胡伊直到玻利维亚边境城市拉奇阿卡。

## 名人

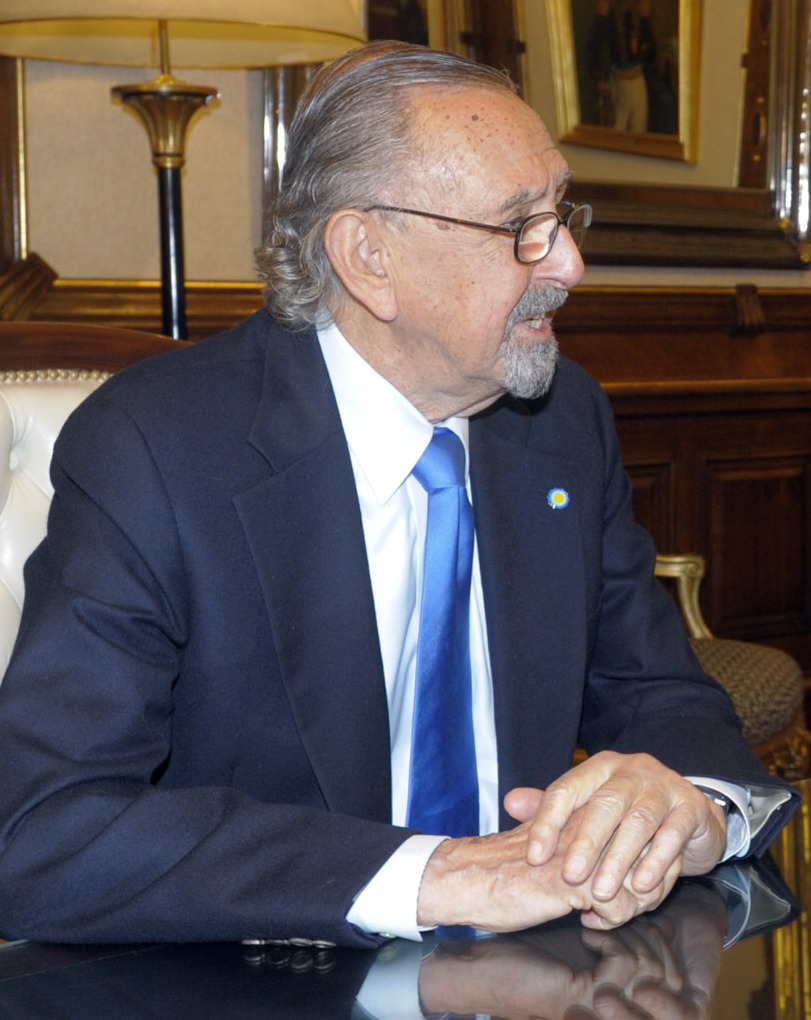
西萨·佩里，阿根廷裔美国建筑师

- 胡安·包迪斯塔·阿尔贝尔迪（1810年—1884年），阿根廷政治家和作家
- 尼古拉斯·阿韦利亚内达（Nicolás Avellaneda，1837年—1885年），阿根廷政治家和前总统（1874年—1880年）
- 梅塞德斯·索萨（1935年—2009年），阿根廷歌手
- 胡利奥·阿根提诺·罗卡（Julio Argentino Roca，1843年—1914年），阿根廷政治家和前总统（1880年—86年和1898年—1904年）
- 西萨·佩里（César Pelli，1926年10月12日－2019年7月19日），阿根廷裔美国建筑师，他设计了众多举世瞩目的标志性建筑。